# Les Mariés de l'A2
 (signalé en juillet 2025).
Si vous disposez d'ouvrages ou d'articles de référence ou si vous connaissez des sites web de qualité traitant du thème abordé ici, merci de compléter l'article en donnant les références utiles à sa vérifiabilité et en les liant à la section « Notes et références ».
- Archive Wikiwix
- Bing
- Cairn
- DuckDuckGo
- E. Universalis
- Gallica
- Google
- G. Books
- G. News
- G. Scholar
- Persée
- Qwant
- (zh) Baidu
- (ru) Yandex
- (wd) trouver des œuvres sur Wikidata

Les Mariés de l'A2 (The Newlywed Game) est une émission de télévision diffusée du 7 novembre 1987 au 3 juillet 1992 sur la chaîne de télévision française Antenne 2. Le jeu a été présenté par Patrice Laffont du 7 novembre 1987 au 5 juillet 1990 puis par Georges Beller du 8 juillet 1990 au 3 juillet 1992.
Le titre français de l'émission fait référence au film Les Mariés de l'an II, sortie au cinéma en 1971 et dans lequel joua d'ailleurs ledit Beller.

## Historique
Les Mariés de l'A2 est adapté du format américain The Newlywed Game, créé par Nick Nicholson et E. Roger Muir diffusé du 11 juillet 1966 sur ABC au 14 février 2013 sur GSN.
En 1995, Sony Pictures Television France propose une nouvelle version appelée Les Z'amours, présentée par Jean-Luc Reichmann, puis par Tex, puis par Bruno Guillon et qui reprend le même principe, mais avec 3 couples.

## Règles du jeu
Une émission des Mariés de l'A2 voit s'affronter 4 couples pendant une trentaine de minutes. L'animateur pose des questions, souvent saugrenues, sur la vie de couple des candidats. Les femmes répondent d'abord à des questions préalablement posées à leurs conjoints, chaque réponse correcte rapporte un certain nombre de points. Les rôles sont ensuite inversés, ce sont les hommes qui doivent donner la même réponse que leurs conjointes pour gagner des points. Le couple ayant obtenu le score le plus élevé peut participer à la finale pour remporter un voyage. La Finale se présente sous forme de questionnaire sur les goûts du conjoint.

## Jeu de société
Un jeu de société issu de l’émission a été commercialisé en 1989 par Schmidt Spiele